# 青阳镇 (邹平市)
青阳镇，是中华人民共和国山東省滨州市邹平市下辖的一个乡镇级行政单位。

## 行政区划
青阳镇下辖以下地区：
西窝陀村、耿家村、刘家村、钟家村、马埠村、东窝陀村、浒山村、化庄村、徐家村、郭家庄村、青阳村、醴泉村、新立村、代家庄村、西董村、贾庄村和韩家村。